# Петропавловка (Сакмарський район)
Петропавловка (рос. Петропавловка) — село у складі Сакмарського району Оренбурзької області, Росія.

## Населення
Населення — 127 осіб (2010; 145 у 2002).
Національний склад (станом на 2002 рік):
- росіяни — 54 %
- українці — 36 %